# Edna Martin
Astrid Edna Elvira Martin, född Johansson den 17 december 1908 i Gamlestads församling i Göteborg, död den 11 maj 2003 i Upplands Väsby, var en svensk textilkonstnär, utbildad vid Slöjdföreningens skola i Göteborg.

## Biografi
Edna Martin var dotter till kamreren Theodor Johansson och Sophie Flood samt från 1942 gift med juristen Jan Herbert Martin (1912–1986). Hon studerade vid Slöjdföreningens skola i Göteborg och bedrev omfattande självstudier i bland annat Frankrike. Efter sin debututställning på Röhsska konstslöjdsmuseet 1931 anställdes hon som konstnärlig ledare vid Axevalla-Varuhemslöjd och var därefter medarbetare vid Svenskt Tenn 1935–1937, hon var anställd som textilkonstnär vid Svensk Hemslöjd 1937–1939 och var Svensk Hemslöjds konstnärliga ledare för textilavdelningen 1941–1953. Martin åtog sig 1953 chefskapet för Handarbetets vänner, Licium samt Sätergläntan, ett uppdrag som hon lämnade efter 26 år.
Edna Martin medverkade i Parisutställningen 1937, New York World's Fair 1939, Houstonutställningen 1956 och i ett stort antal svenska konsthantverksutställningar samt från 1937 regelbundet i Svensk Hemslöjds utställningar.
Martin var facklärare i konstsömnad vid Högre konstindustriella skolan från 1948 och huvudlärare i textil på Konstfack 1957–1969. Hon tilldelades medaljen Litteris et Artibus 1964 och erhöll professors namn 1980.
Genom samarbete med kända konstnärer som Kaisa Melanton, Sten Kauppi, Lennart Rodhe, Ingegerd Möller, Elli Hemberg, Siri Derkert och Olle Bærtling medverkade Martin till att deras konst blev monumentala textilverk.
Själv har Edna Martin skapat inredningstextilier av skilda slag i en stram dekorativ stil och med rik färgkänsla bland annat Mölnlycke väveri.
Efter pensioneringen började Edna Martin ta tag i sitt eget skapande; hon blev inspirerad av den öländska miljön, där hon bodde om somrarna. Martin kom att så småningom finna sin identitet där. Hon närmade sig det textila mediet men sökte medvetet efter ”manliga” material istället för de traditionellt kvinnobetonade textila materialen. Dessa kändes inte längre nya och fräscha, inspirationen och utmaningen låg i att närma sig obekanta material som hon aldrig tidigare sysslat med. Det hon fann var fiskarenas nät och vakarflaggor och den tunna silkesslöja som används av bokbindare. De fyra material hon kom att arbeta med var slöjan, nätet, tråden samt trasan - rivna sidentrasor, men även vakarflaggor kan inräknas i detta begrepp. Efter hand utkristalliserades även flera olika motivkategorier broderier, vakare, marker, djurfällar, schabrak och äretäcken.
Edna Martin är mor till Suzanne Beckeld, Joachim Martin och Barbara Martin Korpi.
Martin är representerad vid Nationalmuseum i Stockholm  och Röhsska museet.
Makarna Martin är gravsatta på Lidingö kyrkogård.